# DR2
DR2 er DR's anden licensfinansierede tv-kanal og søsterkanal til den bredere og mere folkelige DR1.

## Profil
I modsætning til den brede og folkelige moderkanal DR1 satser DR2 på smallere programmer med f.eks. samfundsdebat og satire. Specielt de første år havde kanalen det tvetydige folkelige tilnavn "Kanal Klog", men i de senere år har indholdet til en vis grad skiftet karakter, så der også på denne kanal kan findes populære udsendelser. Et eksempel er fredagsprofilen, der er målrettet mod et ungt publikum med hurtig og til tider grovkornet satire suppleret med seriøs behandling af rytmisk musik. Denne profil kan ses som et modspil til DR1s fredagprofil, der satser på brede, familievenlige programmer. DR har beskrevet forskellen i de to kanalers programstrategi således, at DR1 med sit bred appellerende programudbud skal være vores kanal, mens DR2 med den smalle profil skal være min kanal.

### 2013 relancering
Den 4. marts 2013 blev DR2 relanceret som en 24 timers kanal, med nyhedsopdatering hver time, men uden at være en breaking news-kanal. Kanalen vil fortsat sende aktualitet, perspektiv, de væsentligste dagsordener og satire.

## Dækning
Kanalen gik i luften 30. august 1996. Fra starten kunne den kun modtages via kabel og satellit og nåede dermed ud til knap 60% af befolkningen, hvilket gav anledning til utilfredshed hos de licensbetalere, der ikke kunne se med.
I de øvrige medier blev kanalen hånligt omtalt som “den hemmelige kanal” pga. dens meget lave seertal set i forhold til DR's oprindelige målsætning og til de relativt få andre kanaler, der sendte i Danmark på den tid. De lave seertal skyldtes bl.a., at kanalen kunne ses af væsentligt færre end DR1 og TV 2. Desuden var programfladen tilrettelagt uden et naturligt flow mellem programmerne henover en aften, hvilket gjorde det svært at fastholde seerne på kanalen. I efteråret 1997 blev programfladen lagt om, så hver aften fik sit eget tema.
En politisk aftale i marts 1999 gav DR2 adgang til at søge om sendetilladelse på en række ledige frekvenser på det jordbaserede sendenet, der bl.a. var reserveret til lokal-tv. Målsætningen var at bringe dækningen op på 80% af befolkningen. Den første lokale sender blev etableret 29. maj 2000 i Hadsund, og en række andre blev etableret henover landet i løbet af sommeren. I 2001 var der etableret 17 sendere, hvoraf den i Frederiksværk var delt med en lokal-tv-station.
Da det digitale jordbaserede sendenet gik i luften 31. marts 2006 kunne DR2 modtages over hele landet vha. en digital modtager.

## Satire
DR2 har gennem tiden sendt på en lang række af populære satireprogrammer. Blandt andet De Uaktuelle Nyheder, Bertelsen´s Talkshow, Gramsespektrum, Banjos Likørstue og Drengene Fra Angora, der var det store folkelige gennembrud for komiker og sanger Simon Kvamm, Wulffmorgenthaler, der blev mere berømt for figuren Dolph og senere skabte opfølgeren Dolph & Wulff og Casper & Mandrilaftalen, som var gennembruddet for Frank Hvam og Lasse Rimmer (samt endnu en succes for de to andre medspillere, Casper Christensen og Lars Hjortshøj). I kanalens mest markante år bestod ledergruppen på DR2 bl.a af Mette Davidsen-Nielsen og Mikael Bertelsen, og det var også i denne periode at ovenstående satire-successer blev sendt. DR2 var også kanalen, der i 2006 gav tv-gennembrud til Clement Kjersgaard, der i talkshowet Clement Direkte forenede underholdning, politik og satire. I december 2007 vakte kanalens satiriske julekalender Yallahrup Færgeby voldsom debat. I serien, der er inspireret af den tidligere DR-julekalender Jullerup Færgeby, bruger dukkerne udtryk som "For Fuck!", "Ornli' syg gangstar" og "bøsseluder". Kritikerne mente, at serien udstillede anden-generations-indvandrere og opfordrede unge til at tale grimt og bruge slang. DR2 har også sendt julekalenderen Jul på Vesterbro med Anders Matthesen instrueret af Morten Lorentzen.

## Faktuelle programmer
Kanalen viser magasinprogrammer som f.eks. Deadline, der serverer et mindre antal nyheder end andre nyhedsprogrammer, men til gengæld går mere i dybden med længere
indslag og interview.
Det ugentlige program Jersild & Spin med Jens Olaf Jersild indeholder kritisk analyse af den forgangne uges politiske Spin.
Chefredaktøren for Se & Hør, Henrik Qvortrup, var tidligere medlem af programmets lille panel, men forlod det efter kritikken mod ham i kølvandet på ugebladets historie om sort arbejde i Naser Khader's hjem.
Debatten er et ugentligt politisk debatprogram der bliver sendt i bedste sendetid.
Clement Kjersgaard fungerer som ordstyrer overfor en gruppe af politikere og andre meningsdannere der står linet op over for hinanden. Alle hverdage fra kl. 17.00-18.30 sendes det dagsaktuelle DR2 Dagen bestående af bl.a. interviews og nyhedsindslag.
Om aftenen sendes diverse rejseprogrammer, ofte Pilot Guides med blandt andet hovedværterne Ian Wright, Justine Shapiro og Megan McCormick (eller en af denne series søsterserier) eller Michael Palins rejser.
DR2-programmet Den 11. time, med Mads Brügger og Mikael Bertelsen, blev i december 2009 af dagbladet Politikens læsere kåret til årtis bedste tv-program.
Af mere eksperimentelle programmer kan nævnes en række af den fransk-danske kunster og filmskaber Thierry Geoffroy alias Colonel. Disse omfatter programmerne Capitain (1999), og Immigranten (2001), som bevæger sig på grænsen til fiktion og satire.

## Temadage
DR2 har også etableret de såkaldte temadage, hver lørdag og mange tirsdage, der består af en række programmer, der beskæftiger sig med et bestemt emne. Programmerne er både produceret af DR2 selv samt af tredjepartsproducenter, og oftest er de dokumentarfilm eller fiktion bygget på fakta.

## Fiktion
Kanalen har gennem årene søgt at supplere det grundlæggende ret folkelige udbud af serier og film på DR1 med lidt smallere udgaver af disse genrer. Således har kanalen gennem mange år vist en film af klassisk tilsnit søndag eftermiddag, og flere serier er vist på forskellige tidspunkter hen over årene.

## Historiske gensyn
DR2 har gennem årene endvidere genudsendt adskillige tidligere ældre programmer. På et tidspunkt blev disse udsendt sent på eftermiddagen under titlen Gyldne timer. I en længere periode har dette tidspunkt på hverdagene været reserveret genudsendelsen af lidt ældre krimi-serier som Taggart, De uheldige helte og Columbo.

## DR2's nutid
I januar 2020 opslugte DR2 søsterkanalen DR K; fusionen af de to kanaler skete i henhold til medieforlig, som blev indgået mellem den daværende regering og DF i 2018.

## DR2 succesprogrammer
- Camilla Plum Boller af stål og Camilla Plum og den sorte gryde
- Den 11. time
- Bonderøven
- Spise med Price
- Serier om 1.verdenskrig, 2.verdenskrig, Adolf Hitler og Slaget om Atlanten (1939-1945)
- Jul på Vesterbro, instruktion Morten Lorentzen.
- Nak & Æd

## Ekstern henvisning
- DR2
- DR 2's historie på Mediefonen.dk Arkiveret 4. marts 2016 hos  Wayback Machine